# Iván Pershin
Iván Vasílievich Pershin –en ruso, Иван Васильевич Першин– (Arcángel, 25 de enero de 1980) es un deportista ruso que compitió en judo. Ganó una medalla de bronce en el Campeonato Mundial de Judo de 2007 y una medalla de oro en el Campeonato Europeo de Judo de 2006.

## Palmarés internacional
| Campeonato Mundial | Campeonato Mundial      | Campeonato Mundial | Campeonato Mundial |
| Año                | Lugar                   | Medalla            | Categoría          |
| ------------------ | ----------------------- | ------------------ | ------------------ |
| 2007               | Río de Janeiro (Brasil) | Medalla de bronce  | –90 kg             |
| Campeonato Europeo |                         |                    |                    |
| Año                | Lugar                   | Medalla            | Categoría          |
| 2006               | Tampere (Finlandia)     | Medalla de oro     | –90 kg             |